# Ottersaat
Ottersaat is een natuurgebied bij Oudeschild op Texel. Het natuurgebied wordt beheerd door Natuurmonumenten en bestaat uit een zoute kwelplas met eilandjes.
In Ottersaat komen onder andere visdieven, kokmeeuwen, kluten, zeekralen, zulten en aardbeiklavers voor. Om het aantal zoutminnende planten in het natuurgebied te vergroten is het land verlaagd.

## Bron
- Natuurmonumenten